# Coppa Bernocchi 2007
La Coppa Bernocchi 2007, ottantanovesima edizione della corsa e valida come evento dell'UCI Europe Tour 2007 categoria 1.1, si svolse il 23 agosto 2007 su un percorso di 199,9 km. Fu vinta dall'italiano Danilo Napolitano che terminò la gara in 4h41'45", alla media di 42,57 km/h.
Partenza con 159 ciclisti, dei quali 111 portarono a termine il percorso.

## Ordine d'arrivo (Top 10)
| Pos. | Corridore         | Squadra     | Tempo    |
| ---- | ----------------- | ----------- | -------- |
| 1    | Danilo Napolitano | Lampre      | 4h41'45" |
| 2    | Paride Grillo     | Panaria     | s.t.     |
| 3    | Robert Hunter     | Barloworld  | s.t.     |
| 4    | Luca Paolini      | Liquigas    | s.t.     |
| 5    | Giosuè Bonomi     | Barloworld  | s.t.     |
| 6    | Enrico Rossi      | Liquigas    | s.t.     |
| 7    | Fabrizio Guidi    | OTC Doors   | s.t.     |
| 8    | Marco Corsini     | Tenax       | s.t.     |
| 9    | Domenico Loria    | Univ. Caffè | s.t.     |
| 10   | Mattia Gavazzi    | Kio-Ene-DMT | s.t.     |